# Barquero
Barquero è un film del 1970 diretto da Gordon Douglas. Il film è conosciuto in Italia anche con il titolo Adesso basta, Barquero!.
È un film western statunitense con Lee Van Cleef, Warren Oates e Forrest Tucker.

## Trama
Travis, un uomo dal passato misterioso, s'è stabilito sulla riva di un fiume tra l'Arizona e il Messico e vi ha costruito un traghetto. Col tempo, la sua iniziativa ha richiamato gente e, sulla sponda statunitense del corso d'acqua, è nato un piccolo villaggio. Improvvisamente una banda di fuorilegge, comandata da Jacky Rent e dal francese Marquette, avanza verso il guado, per rifugiarsi in Messico. Temendo per la sorte della sua gente, Travis (dopo essersi liberato, con l'aiuto dell'amico Phil, dei tre uomini che Rent aveva mandato a presidiare la chiatta) si trasferisce con tutti gli abitanti sull'altra sponda del fiume. Rent s'attesta con i suoi nel villaggio, convinto di potere, prima o poi, trovare la soluzione per costringere Travis a traghettarli. Ma il tempo passa e alle spalle incalzano i soldati, richiamati dalle ultime malefatte della banda. Megalomane, fortemente dipendente dalla marijuana e soprattutto a corto d'idee, Rent lascia l'iniziativa a Marquette il quale, fatte costruire due zattere di fortuna, tenta con quelle la traversata. Mentre, accolti da una nutrita sparatoria, i banditi finiscono in acqua, Rent rimane ucciso in un duello con Travis.

## Produzione
Il film, diretto da Gordon Douglas su una sceneggiatura di George Schenck e William Marks, fu prodotto da Hal Klein per la Aubrey Schenck Productions e girato nella Brush Hollow Reservoir e nei pressi della Buckskin Joe Frontier Town & Railway, Cañon City, in Colorado.

## Distribuzione
Il film fu distribuito negli Stati Uniti dal 15 maggio 1970 (première a Dallas) al cinema dalla United Artists.
Altre distribuzioni:
- in Francia il 29 luglio 1970 (Barquero)
- in Austria nell'agosto del 1970 (Barquero)
- in Germania Ovest il 21 agosto 1970 (Barquero)
- negli Stati Uniti il 3 settembre 1970 (New York)
- in Norvegia il 19 ottobre 1970
- in Finlandia il 20 novembre 1970 (Barquero)
- in Turchia il 4 gennaio 1971 (Haydut avcisi)
- nei Paesi Bassi il 14 gennaio 1971
- in Danimarca il 12 febbraio 1971 (Barquero)
- in Grecia (Barquero)
- in Brasile (Barquero)
- in Spagna (Los forajidos de Río Bravo)
- in Portogallo (O Rio da Violência)
- in Italia (Barquero)

## Critica
Secondo il Morandini "l'idea di partenza è accattivante, ma non viene sfruttata a fondo". Il film risulterebbe una "riflessione sulla violenza e sulla resistenza alla violenza". Secondo AllMovie, il film è fortemente influenzato dalla violenza degli spaghetti western.

## Promozione
La tagline è: "It starts with a slaughter. Then the real action begins. Barquero. He had his own life-style. And his own death-style.".